# Ținutul Iașilor
Ținutul Iașilor a fost o unitate administrativ-teritorială în cadrul Țării Moldovei, care făcea parte din Țara de Jos și avea centrul administrativ în orașul Iași. El se învecina la nord cu ținuturile Hârlăului și Dorohoiului, la nord-est cu ținutul Sorocii, la est cu ținutul Orheiului, la sud-est cu ținutul Lăpușnei, la sud cu ținutul Vasluiului, la est cu ținuturile Cârligăturii și Botoșanilor.

## Istorie
Ținutul Iașilor este atestat documentar pentru prima oară la 8 ianuarie 1473, dar exista, probabil, încă din prima jumătate a secolului al XV-lea. Ținutul Iașilor era străbătut de un mare drum comercial ce venea dinspre Polonia și care, după ce trecea prin Hotin, Dorohoi, Botoșani, Hârlău, Târgu Frumos și Podu Iloaiei, intra în orașul Iași prin partea vestică. Dinspre nord, mai venea un drum, ce pătrundea pe la Sărărie și care mergea de-a lungul Prutului spre Ștefănești și Hotin. De la Iași, drumuri importante porneau spre sud, spre Vaslui (prin Scânteia) sau spre Tighina (pe la Țuțora).
Până în anul 1812 ținutul Iași cuprindea ambele maluri ale râului Prut. După anexarea teritoriului dintre râurile Prut și Nistru de către Imperiul Rus, ținutul Iași a fost divizat. Principatul Moldova a rămas doar cu ocoalele din dreapta Prutului cărora li s-a adăugat Ocolul Prutului cu târgul Ștefănești, care până atunci făcuse parte din ținutul Hârlău. 
Pe teritoriul la est de râul Prut administrația țaristă a păstrat denumirea ținutului și organizarea teritorială moldovenească, centrul administrativ fiind târgul Fălești. În anul 1818 are loc o reforma administrativ-teritorială a oblastului Basarabia, ocupat de ruși, capitala ținutului Iași fiind transferată în orașul Bălți. În anul 1828, modelul rusesc de organizare administrativă a Basarabiei îl înlocuiește pe cel românesc, ținutul Iași este transformat în județul Iași, iar ocoalele se redenumesc în voloste.
În anul 1835 ținutul Cârligătura a fost desființat, iar teritoriul său a devenit un ocol al ținutului Iași (Principatul Moldovei).

## Lista localităților

Împărățirea teritorială a Țărilor Românești în secolele al XVII-lea – al XVIII-lea

Lista localităților ținutului Iași conform recensământului din anii 1772–1773, grupate după ocoale.
Ocolul Ciuhurului:

Fundurile, Fergeni, Fălești, Sărata, Oeșeni, Scumpia, Valea Rusului, Drujneni, Slobozia Navârnețul, Navârnețul, Câșla, Căldărușa, Glodeni, Cajba, Ciuciulea, Câșla, Chilia, Dumești, Bisericani, Vasileuții Mici, Vasiliuții Mari, Butești, Vasiliuții Noi, Butești, Camenca, Lucăceni, Pătrușani, Bălășeni, Mălăești, Stâncăuți, Cucueți, Hiliuți, Zăhăicani, Nicoreni, Scăeni, Dondoșeni, Rediul Mare, Hrănăuți, Dângeni.
Ocolul de peste Prut:

Vărzărești, Siliște, Ciotești, Pănășești, Bălănești, Boldurești, Onțești, Hulpești, Rezina, Cornești, Milești, Pojarna, Sănești, Izăreni, Rădeni, Măgurele, Dombrovița, Măgura, Chetrosa, Chirstești.
Ocolul Braniște:

Măcărești, Moreni, Oprișeni, Bohotin, Cozia, Covasna, Valea Hiliții, Ratari, Comarna, Osoiul, Mânzătești, Ungheni, Țuțoara Veche.
Ocolul Codrului:

Tomești, Buciumi, Valea Cozmoaei, Vlădiceni, Socola, Valea Cetățuei, Nebuna, Hlincea, Târgușor, Horpazul, Galata, Miroslava, Vorovești, Balciul, Izăreana, Lunca Bârnovii, Valea Adâncă, Ciorbești, Ciurea, Poenari, Todirel.
Ocolul Copoului:

Dănăuți, Mălăești, Potongeni, Izvoarile, Epureni, Rediul Mitropolitului, Tăutești, Valea Lupului, Lețcanii Vechi, Lețcanii Noi, Aron-Vodă, Iucșani, Moimești, Șorogari, Luceni, Coada Stâncei, Rediul Aldii, Chișărei, Holboca, Lăzoreni, Ruseni, Proselnici.
Ocolul Turiei:

Iugani, Mirceni, Lucăceni, Stolniceni, Șătrăreni, Răsipen, Slobozia Izvoarile, Blândești, Cotul lui Epure, Sculeni, Olteni, Vrănești, Tocsobeni, Tabăra, Trifești, Cândești, Perieni, Păuleni, Spineni, Borșa, Petrești, Cârniceni, Roșcani, Găureni, Căuești, Caraimanul, Glodeni, Vlădeni, Rădeni, Glăvănești.